# Abraham van Beyeren

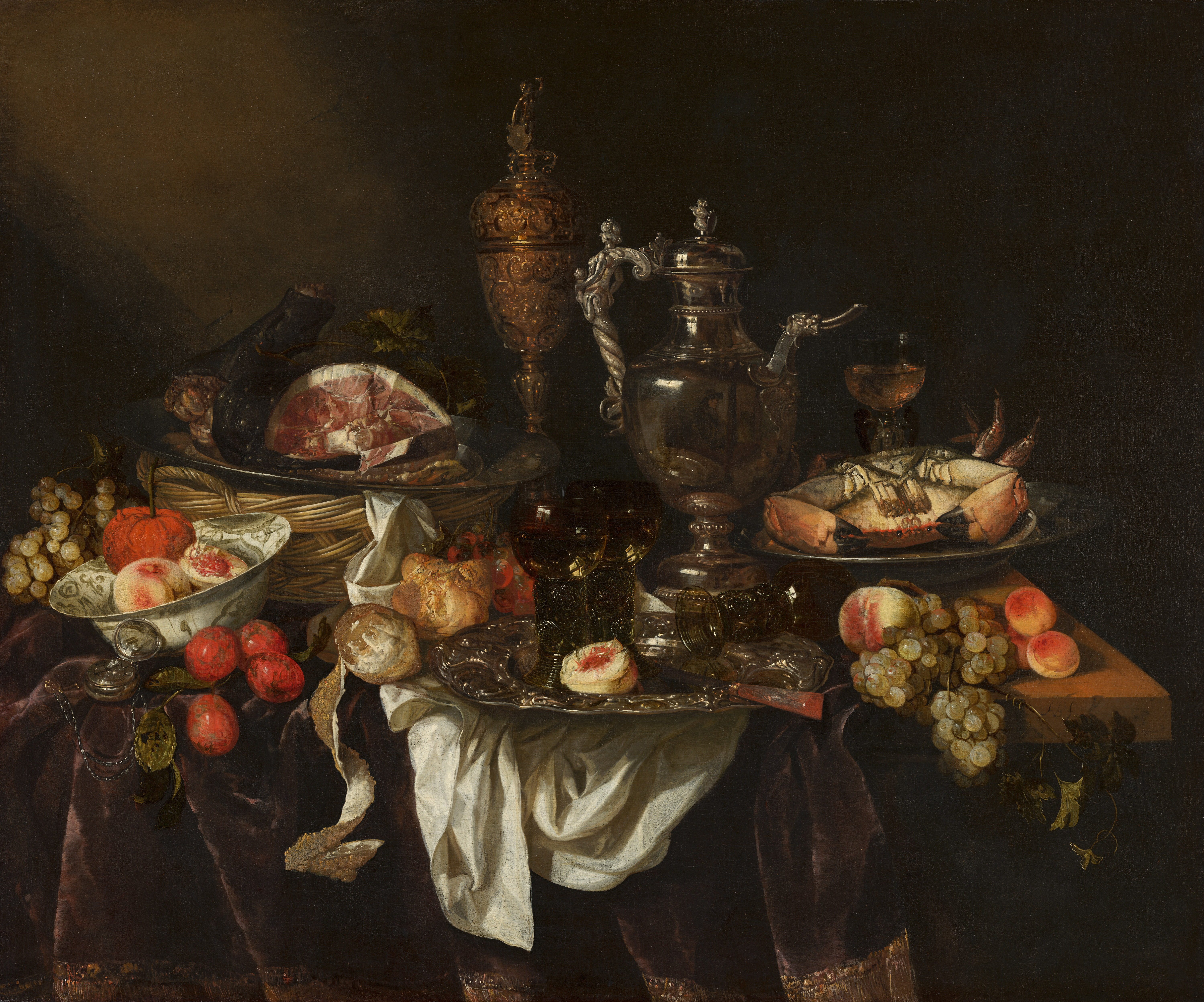
Pronkstilleven, c. 1655, Mauritshuis

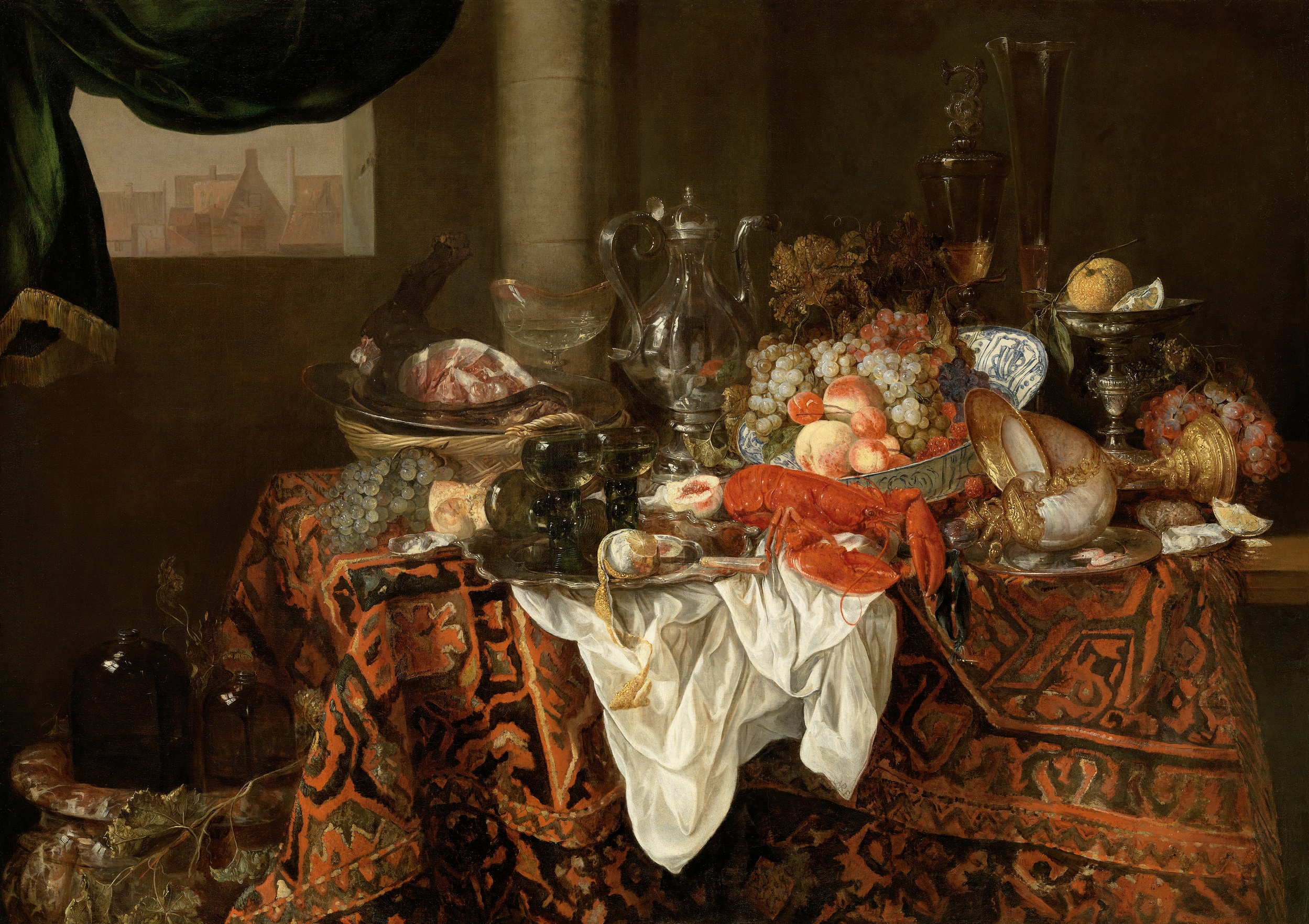
Natura morta

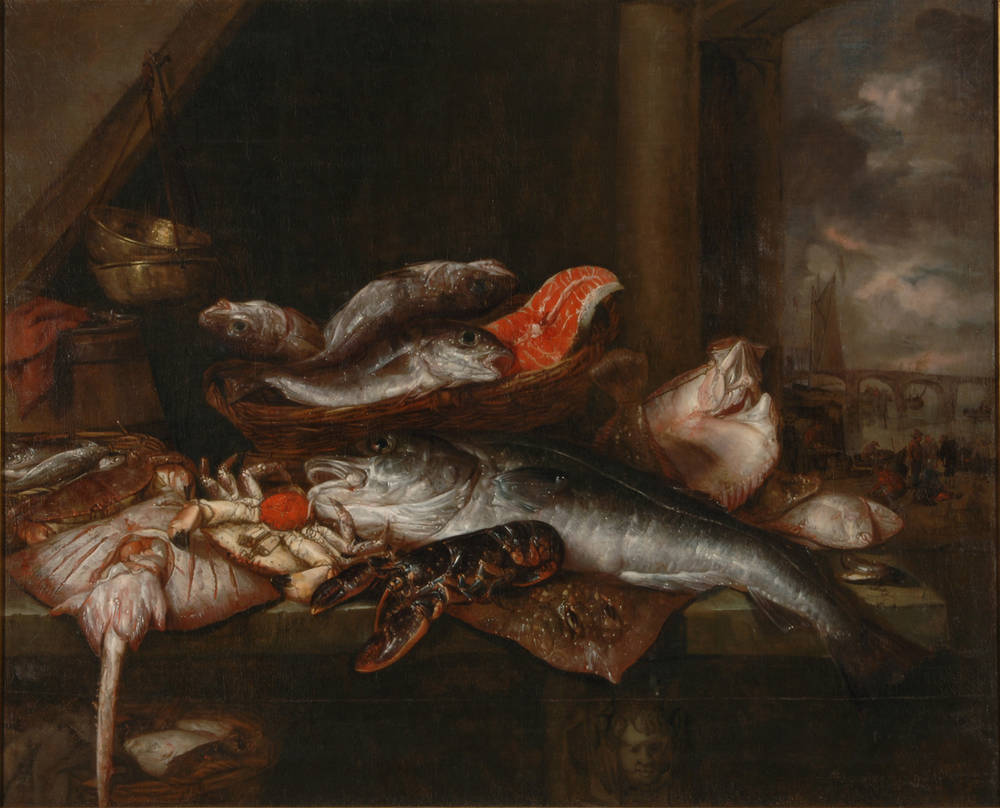
Natura morta di pesce su un tavolo

Abraham van Beyeren o Beijeren (L'Aia, 1620 – Rotterdam, 1690) è stato un pittore olandese, dell'era barocca, uno dei più grandi pittori di nature morte.

## Biografia
Abraham van Beyeren è nato a L'Aia, figlio di Hendrick Gillisz van Beyeren, un vetraio. 
Nel 1636 fu membro della gilda di San Luca, oltre che allievo del pittore Tyman Cracht. 
Un anno dopo diventò membro della corporazione di San Luca a L'Aia. 
All'età di diciannove anni soggiornò a Leida, dove si sposò con la sorella del pittore Pieter de Putter, del quale fu allievo e in una prima fase ricevette da lui una certa influenza per le tonalità e i temi trattati.
Dopo la morte della moglie, con la quale ebbe tre figlie, si risposò nel 1647 con Anna van den Queborn, figlia del pittore e incisore Crispijn van den Queborn. 
Attraversò difficili periodi a causa di problemi economici, ma la sua arte ottenne buoni riconoscimenti ed apprezzamenti dovunque andasse.
Nel 1657 si trasferì a Delft dove partecipò alla gilda dei pittori. In questa località Beyeren mutò alcune sue caratteristiche tecniche, allargando la gamma dei colori, inserendo giochi di trasparenze, chiaroscuri e riflessi. Al mondo ombrato, trascendentale dei pittori di Haarlem egli contrappose luminosità, innovazioni cromatiche.
Soggiornò ad Amsterdam dal 1669 entrando nella gilda di Overschie, prima di trasferirsi definitivamente a Rotterdam.
La sua più antica opera datata risale al 1653 ed è una Colazione. Ai dipinti di 
pesci della giovinezza in stile putteriano, seguirono varie fasi di nature morte con uccelli o frutti, porcellane cinesi, manufatti in vetro. Nell'ultimo periodo, il più fertile, il pittore ricercò virtuosismi, intrecci stilistici e formali.
I suoi dipinti sono conservati in importanti Accademie, da Vienna a Honolulu e in prestigiosi musei, come quello di Los Angeles, oppure al Louvre.

## Opere principali
- 1650–70: Prunkstillleben, Karlsruhe, Staatliche Kunsthalle
- 1652-53: Grande natura morta con aragosta, Monaco, Alte Pinakothek
- 1655: Stillleben, Worcester Art Museum
- 1655: Bank eines Fischhändlers, Hannover, Niedersächsisches Landesmuseum
- 1655: Bankett-Stillleben, L'Aia, Mauritshuis
- 1665: Natura morta, Amsterdam, Rijksmuseum
- 1666: Natura morta di pesci, Gent
- 1667: Natura morta con un topo, Los Angeles County Museum of Art
- 1667: Bankett-Stillleben, Los Angeles County Museum of Art
- ???: Colazione, Mosca, Museo Puškin delle belle arti
- ???: Prunkstillleben mit Nautiluspokal und Hummer, Zurigo
- ???: Natura morta, Anversa, Museo Reale di Belle Arti (Anversa)
- ???: Natura morta di pesci, Dresda, Gemäldegalerie Alte Meister
- ???: Natura morta di frutta e aragoste, Lipsia, Museum der bildenden Künste

## Collezioni pubbliche principali
Opere di Abraham van Beyeren si possono trovare nelle collezioni pubbliche di:
- Frans Hals Museum, Haarlem
- Museum de Fundatie, Zwolle
- Metropolitan Museum of Art, New York
- National Gallery of Scotland
- Los Angeles County Museum
- Rijksmuseum Amsterdam
- Cleveland Museum of Art
- Staatliche Kunsthalle Karlsruhe